# Paige McPherson
Pour les articles homonymes, voir McPherson.
Paige McPherson, née le 1er octobre 1990 à Abilene (Texas), est une taekwondoïste américaine. Médaillé de bronze aux Jeux olympiques d'été de 2012 dans la catégorie des moins de 67 kg.

## Carrière
Paige McPherson est médaillée de bronze aux Jeux olympiques d'été de 2012 à Londres dans la catégorie des moins de 67 kg.
Elle obtient la médaille de Bronze au Championnat du monde 2015 , qui se sont déroulés en Russie.